# Ramón Penyafort Malagarriga i Heras
Ramón Penyafort Malagarriga i Heras (Figueres, Alt Empordà, 20 d'abril de 1904 - Vinyols i els Arcs, Baix Camp, 7 d'agost de 1990) va ser un religiós, professor, un botànic i naturalista català.

## Primers anys: formació religiosa i científica
Ingressà a l'orde de les Escoles Cristianes de La Salle l'any 1917, d'acord amb el costum de l'orde canvià el nom i passà a anomenar-se germà Teodor Lluís (Teodoro Luis). Posteriorment, recuperà el seu nom de naixement. Prengué l'hàbit el 1920 als Hostalets de Llers, i inicià el noviciat a Fortianell, on feu els primers vots el 1921. El 1929 realitzà, al Col·legi de la Bonanova de Barcelona, la professió perpètua.
El 1924 conegué al germà Sennen, que treballava a Catalunya des del 1905, i l'introduí en el conreu de la Botànica, una ocupació a la qual dedicaria la resta de la seva vida. Amb Sennen, col·laborà en les campanyes de recol·lecció de plantes i en els estudis taxonòmics. La seva formació naturalística comptà també amb l'ajut de l'edafòleg i geobotànic Huguet del Villar. Els seus primers treballs botànics tingueren com a marc les comarques tarragonines i com a objectes d'estudi les murtres. Constància d'això és l'article «Les formes de "Myrtus communisL" sur le littoral de Tarragone», aparegut dins el Bulletin Dendrologique de France, publicat en col·laboració amb Sennen l'any 1929.

## Docència
En paral·lel a la seva formació com a botànic, també practicà la docència, exercint com a mestre d'ensenyament primari a Tarragona entre els anys 1921 i 1925, i a Cambrils entre 1925 i 1928; i com a professor d'ensenyament mitjà a la Bonanova entre els anys 1928 i el 1930.

## Estada al Brasil (1930-1964)
El 1930 es traslladà a Brasil, on residí fins al 1964, a excepció d'un breu temps entre 1937 i 1938, en què residí a Roma. Fou un dels fundadors el 1950 de la Sociedade Botànica do Brasil a Rio Grande do Sul, i el fundador i el primer director del Jardí Botànic de Porto Alegre el 1956. Treballà sobre la flora i la vegetació del Brasil meridional i, especialment, de l'estat de Rio Grande do Sul, i dedicà una atenció especial al gènere "Baccharis". Al Brasil, fou professor d'ensenyament mitjà a diverses localitats. Entre 1950 i 1954 fou professor a la Facultat de Ciències Econòmiques de Pelotas; durant aquest període, en què es consagrà a l'estudi de l'evolució de la conjuntura econòmica, rebé el títol oficial d'Economista professional. Fou també procurador de la Comissió de Patrimoni de la Universitat Catòlica de Río de Janeiro.

## Retorn a Catalunya (1964-1990)
Retornat a Catalunya l'any 1964, continuà els estudis botànics. Tingué cura, al Col·legi de la Bonanova de Barcelona, de les col·leccions del germà Sennen i hi mantingué el laboratori Botànic Sennen. En l'aspecte científic, el seu treball, almenys en la part europea, és en gran part una recopilació de dades i una reordenació del nomenclàtor. Conté també, però, un nombre considerable d'observacions pròpies i denominacions noves. Afectat ja per acusada sordesa, el 1982 es retirà a la Casa que els germans de la Doctrina Cristiana tenen a Vinyols i els Arcs, vora Cambrils. En aquesta darrera etapa de la seva vida s'interessà per la flora de les comarques de Tarragona, del Barcelonès i de l'Alt Empordà. Treballà igualment en una «Sinopsis de la Flora Iberica». Continuà els treballs que ja havia iniciat al Brasil sobre el germà Sennen, de qui fou el principal biògraf. I s'interessà per qüestions teòriques com el concepte d'espècie. Pel que fa a l'Alt Empordà, hem de dir que el germà Malagarriga revisà i ordenà l'interessant Herbari del Col·legi la Salle de Figueres.

## Publicacions
Publicà diverses obres, entre elles diversos catàlegs florístics locals dels voltants de Barcelona 1965, de la província de Tarragona i de l'Alt Empordà (1976, 1978, 1985), i també altres relacionades amb la persona i l'obra del Germà Sennen, entre les qualsː
- Catálogo de las plantas superiores de l'Alt Empordà (1976)
- Nomenclátor de las plantas de l'Alt Empordà (1978)
- Nuevo nomenclátor de las plantas superiores de l'Alt Empordà (1985)
- Plantes mel·líferes de l'Alt Empordà (1979)
- "Científics estrangers a la Renaixença catalana: el cas de Frère Sennen". Aː La Ciència a la Renaixença catalana. (1981)

"Els noms catalans de les plantes en els diccionaris i enciclopèdies", amb Antoni Perera. Estudis baleàrics, Nº 6, pàgs. 13-66 (1982)